# Vergiftigingencentrum
Een vergiftigingencentrum, vergiftigingsinformatiecentrum, antigifcentrum of toxicologisch centrum is een gezondheidsinstelling die expertise bezit met betrekking tot de diagnose en behandeling van vergiftigingen. De meeste vergiftigingencentra bieden spoedeisend advies bij vergiftigingen via de telefoon, sommige enkel aan gezondheidsprofessionals zoals artsen of apothekers en sommige ook aan het brede publiek. Veel van deze vergiftigingen worden veroorzaakt door zaken uit het dagelijks leven, zoals schoonmaakmiddelen, geneesmiddelen, alcohol, drugs, giftige planten of giftige dieren. Vergiftigingencentra kunnen ook aanvullende taken hebben binnen het brede domein van de (klinische) toxicologie, zoals:
- Het verzamelen van epidemiologische informatie over gevaarlijke stoffen en vergiftigingen, en daarmee gepaard het uitoefenen van toxicovigilantie.
- Het zelf ter beschikking houden van bepaalde antidota of het beheren van een lijst van op andere plaatsen beschikbare antidota.
- Het beheren van een toxicologisch laboratorium of een centrum voor klinische behandeling (gelinkt aan een ziekenhuis).
- Het voorbereiden van rampenplannen voor chemische ongevallen of informatie en bijstand verlenen wanneer een dergelijk ongeval zich voordoet.
- Het uitvoeren van wetenschappelijk onderzoek naar vergiftigingen of de giftigheid van bepaalde stoffen.
- Het adviseren van beleidsmakers en overheden of het voorlichten van het brede publiek.

Vergiftigingencentra vervullen zo een belangrijke preventieve en curatieve rol voor de volksgezondheid.

## Geschiedenis
Vergiftigingencentra zijn ontstaan in de tweede helft van de 20e eeuw, toen na de Tweede Wereldoorlog het aantal nieuwe geneesmiddelen en chemische producten op de markt sterk toenam en daarmee gepaard ook het aantal gevallen van vergiftiging. De meeste gezondheidsprofessionals hadden onvoldoende kennis van de behandeling van vergiftigingen, waardoor de nood aan expertisecentra op het gebied van vergiftigingen ontstond. Het eerste vergiftigingencentrum ter wereld ontstond in 1949 in Nederland.

## België
In België is het Antigifcentrum het nationale vergiftigingencentrum. Het Antigifcentrum is in 1963 opgericht en is anno 2018 gevestigd in het Militair Hospitaal Koningin Astrid in Brussel. Het Antigifcentrum beantwoordt 24/24 uur dringende oproepen voor vergiftigingen van zowel professionals als het brede publiek op het gratis noodnummer 070 245 245. Voor het kunnen beantwoorden van deze oproepen beschikt het Antigifcentrum over een uitgebreide databank van in België verhandelde gevaarlijke producten en bestrijdingsmiddelen die voortdurend actueel wordt gehouden. Bedrijven die deze producten op de markt brengen, moeten de samenstelling ervan verplicht doorgeven aan het Antigifcentrum. Het Antigifcentrum beschikt daarnaast over een databank van relevante wetenschappelijke literatuur binnen de toxicologie. Het Antigifcentrum coördineert ook een netwerk van een aantal ziekenhuisapotheken die over bepaalde antidota beschikken, en stelt zelf een voorraad van bepaalde zeldzame antidota ter beschikking. Ten slotte heeft het Antigifcentrum ook een opdracht van toxicovigilantie, waarbij het situaties opspoort waarbij er een nieuw of onaanvaardbaar hoog risico op vergiftiging bestaat en maatregelen voorstelt om het risico te beperken. Een belangrijk voorbeeld hiervan is het opvolgen van en verzamelen van gegevens over koolstofmonoxidevergiftigingen.

## Luxemburg
Het Groothertogdom Luxemburg heeft in juni 2015 een overeenkomst gesloten met België, waardoor het Belgische Antigifcentrum voortaan ook als vergiftigingencentrum voor Luxemburg fungeert. Professionals en het brede publiek uit Luxemburg kunnen voor dringende oproepen het Antigifcentrum bereiken op het gratis noodnummer 8002 5500. Net als in België moeten bedrijven die gevaarlijke producten op de Luxemburgse markt brengen hun samenstelling doorgeven aan het Antigifcentrum. Ook houdt het een lijst bij van de antidota die in Luxemburgse ziekenhuizen voorhanden zijn. Voor deze dienstverlening betaalt Luxemburg jaarlijks een bijdrage aan het Antigifcentrum.

## Nederland
In Nederland is het Nationaal Vergiftigingen Informatie Centrum (NVIC) het nationale vergiftigingencentrum. Het NVIC is opgericht in 1960 en maakt sinds 2011 deel uit van de Divisie Vitale Functies van het Universitair Medisch Centrum Utrecht. Het NVIC is voor dringende informatie 24/7 bereikbaar op de website www.vergiftigingen.info en op hun noodnummer 088 274 8000 maar is, in tegenstelling tot het Belgische Antigifcentrum, enkel bedoeld voor gezondheidsprofessionals. Particulieren die met een vergiftiging geconfronteerd worden, worden verondersteld contact op te nemen met de reguliere eerstelijnsvoorzieningen zoals hun huisarts of huisartsenpost. Indien nodig contacteren zij dan het NVIC voor verdere informatie. Dringend advies wordt niet enkel op individuele basis geboden, maar ook bij grootschalige calamiteiten met gevaarlijke chemicaliën of radioactiviteit biedt het NVIC ondersteuning, samen met andere instellingen als het Rijksinstituut voor Volksgezondheid en Milieu (RIVM) of de Nederlandse Voedsel- en Warenautoriteit (NVWA). Net als in België zijn bedrijven die gevaarlijke producten op de Nederlandse markt brengen verplicht hun toxicologische gegevens mee te delen aan het NVIC. Het NVIC stelt in samenwerking met het RIVM ook antisera tegen beten van giftige dieren ter beschikking via het Nationaal Serum Depot. Het NVIC doet verder ook aan toxicovigilantie, waarbij het zowel acute veranderingen als langetermijntrends met betrekking tot vergiftigingen signaleert. Ten slotte voert het NVIC ook wetenschappelijk onderzoek uit naar het gedrag van chemische stoffen in het menselijk lichaam, zowel voor wat betreft toxicokinetiek als toxicodynamiek.

## Andere landen
De meeste ontwikkelde landen beschikken over een of meerdere vergiftigingencentra. Toch beschikte volgens de Wereldgezondheidsorganisatie anno september 2017 slechts 46% van de lidstaten van de organisatie over een vergiftigingencentrum. Vooral landen in Afrika, Azië en het Midden-Oosten ontbreekt het aan dergelijke expertisecentra. De Wereldgezondheidsorganisatie promoot sinds 1988 via haar International Programme on Chemical Safety de oprichting, uitbouw, versterking en samenwerking van vergiftigingencentra wereldwijd.
Volgens artikel 45 van de Europese verordening nr. 1272/2008 betreffende de indeling, etikettering en verpakking van stoffen en mengsels (CLP-verordening) moeten alle Europese lidstaten een vergiftigingencentrum aanduiden dat toxicologische informatie over gevaarlijke producten ontvangt van bedrijven en ter beschikking stelt bij spoedgevallen. Jaarlijks ontvangen alle Europese vergiftigingencentra tezamen ongeveer 600.000 dringende oproepen voor vergiftigingen, waarvan bij ongeveer de helft kinderen betrokken waren. Jaarlijks overlijden er ook minstens 400 personen in de EU door blootstelling aan gevaarlijke stoffen.
Sinds 2020-2025 moet op producten met gevaarlijke stoffen in de EER een Unieke Formule-Identificator (UFI-code) afgedrukt zijn, waarmee het vergiftigingencentrum de exacte samenstelling van het product op kan zoeken.

## Verenigingen
In Europa is er de European Association of Poisons Centres and Clinical Toxicologists (EAPCCT) die in 1964 opgericht is en vergiftigingencentra uit 51 landen vertegenwoordigt. In de Verenigde Staten zijn er de American Academy of Clinical Toxicology (AACT) en de American Aassociation of Poison Control Centers (AAPCC). De EAPCCT organiseert jaarlijkse wetenschappelijke congressen en beheert samen met de AACT en de AAPCC het door Taylor & Francis uitgegeven wetenschappelijk tijdschrift Clinical Toxicology.
De EAPCCT en de AACT zijn internationaal ook vertegenwoordigd in de International Union of Toxicology.